# IYiYi
"IYiYi" é o single de estréia do cantor australiano Cody Simpson. A canção foi escrita por Simpson, Maejor Bei e foi produzido por DJ Frank. É o primeiro single do álbum de estréia do cantor, 4 U e tem como participação o rapper americano Flo Rida, ela foi lançada digitalmente no mundo inteiro em 1 de junho de 2010.

## Performance
Simpson realizou esta música no Kids Choice Awards 2010 como o ato de encerramento e foi muito elogiado por críticos do programa. Em novembro de 2010 o cantor começou uma mini tour por cidades americanas para divulgar a canção.

## Videoclipe
O vídeo da música "iYiYi" foi lançado em 30 de junho de 2010, foi gravado em uma praia australiana em maio de 2010 o clipe foi comparado a outros do cantor Justin Bieber mas logo os críticos disseram que o Cody tem um jeito único.
O vídeo começa com os amigos montando em suas bicicletas, a parti dai ele sai pela rua cantando enquanto folhetos com a foto do cantor Flo Rida estão espalhados pela rua em uma dessa fotos ele começa a dançar e cantar ja em outra foto aparece o nome da música "Club Can't Handle Me" do cantor Flo Rida, a ultima cena é em uma festa na praia quando Cody e uma garota saim de mãos dadas acaminho da água o clipe acaba.

## Faixas
1. "iYiYi" com Flo Rida
2. "iYiYi"
3. "Summertime"

## Paradas de sucesso
| Chart (2009)                    | Melhor posição |
| ------------------------------- | -------------- |
| Canadian Hot 100                | 87             |
| New Zealand RIANZ Singles Chart | 29             |
| Australian Singles Chart        | 1              |